# Comté de Carroll (Mississippi)
Pour les articles homonymes, voir Comté de Carroll.
Le comté de Carroll est situé dans l’État du Mississippi, aux États-Unis. Il comptait 9 998 habitants en 2020. Son siège est Carrollton.